# Next-Generation Secure Computing Base

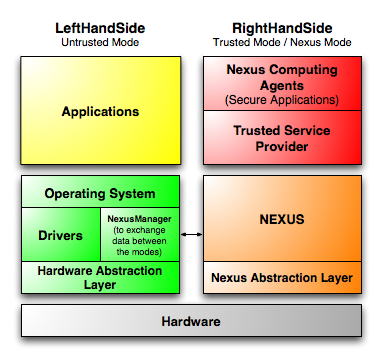
NGSCB:s arkitektur

Next-Generation Secure Computing Base (NGSCB), tidigare känd som Palladium, är en säkerhetsarkitektur utvecklad av Microsoft som är tänkt att implementera delar från  "Trustworthy Computing"-projektet i kommande versioner av operativsystemet Microsoft Windows.
Dock kommer relativt få funktioner att implementeras i Windows Vista. En av de få som kommer att implementeras är "secure startup", en funktion som använder hårdvara för skydda lagring av krypteringsnycklar, lösenord och digitala certifikat. 

## Kritik
Projektet har kritiserats starkt från flera håll, främst för att det påstås kunna användas för att övervaka en enskild persons datoranvändning men även för att NGSCB kan användas för att manövrera ut konkurrenter. 
Från början hävdade Microsoft att NGSCB skulle erbjuda ett omfattande skydd mot datorvirus, spionprogram och skadlig kod. Microsoft hävdar inte längre att NGSCB kommer att lösa dessa problem.